# Força de superfície
Força de superfície denotada fs é a força que atua sobre um elemento de superfície interno ou externo de um corpo material. Forças de superfície poder ser decompostas em duas componentes perpendiculares: pressão e cisalhamento.